# Libuče
Libuče (nemško Loibach) je naselje v Občini Pliberk v Okraju Velikovec na Koroškem v Avstriji.